# Campionato europeo femminile di pallacanestro 1974
Il 14º Campionato Europeo Femminile di Pallacanestro FIBA si è svolto in Italia dal 23 agosto al 3 settembre 1974.

## Squadre partecipanti
- Unione Sovietica
- Cecoslovacchia
- Italia
- Ungheria
- Bulgaria
- Romania
- Francia

- Jugoslavia
- Polonia
- Germania Ovest
- Paesi Bassi
- Spagna
- Danimarca

## Risultati

### Turno preliminare

#### Gruppo A
| Team                | V - P | Pts | PF - PS   | +/-  |
| ------------------- | ----- | --- | --------- | ---- |
| 1. Unione Sovietica | 3 - 0 | 6   | 277 - 164 | +113 |
| 2. Ungheria         | 2 - 1 | 5   | 179 - 173 | +6   |
| 3. Jugoslavia       | 1 - 2 | 4   | 185 - 210 | -25  |
| 4. Germania Ovest   | 0 - 3 | 3   | 137 - 231 | -94  |

| 23 agosto 1974, ore 19:00 UTC+1 | Germania Ovest | 47 – 106 (25-64) | Unione Sovietica |  |

| 23 agosto 1974, ore 20:40 UTC+1 | Jugoslavia | 57 – 65 (30-37) | Ungheria |  |

| 24 agosto 1974, ore 19:00 UTC+1 | Germania Ovest | 54 – 75 (21-38) | Jugoslavia |  |

| 24 agosto 1974, ore 20:40 UTC+1 | Unione Sovietica | 80 – 64 (32-35) | Ungheria |  |

| 25 agosto 1974, ore 19:00 UTC+1 | Germania Ovest | 36 – 50 (18-29) | Ungheria |  |

| 25 agosto 1974, ore 20:40 UTC+1 | Jugoslavia | 53 – 91 (25-37) | Unione Sovietica |  |

#### Gruppo B
| Team        | V - P | Pts | PF - PS   | +/- |
| ----------- | ----- | --- | --------- | --- |
| 1. Bulgaria | 3 - 0 | 6   | 239 - 205 | +34 |
| 2. Romania  | 2 - 1 | 5   | 213 - 214 | -1  |
| 3. Polonia  | 1 - 2 | 4   | 216 - 194 | +22 |
| 4. Spagna   | 0 - 3 | 3   | 189 - 244 | -55 |

| 23 agosto 1974, ore 19:00 UTC+1 | Bulgaria | 79 – 69 (41-35) | Romania |  |

| 23 agosto 1974, ore 20:40 UTC+1 | Polonia | 84 – 50 (42-20) | Spagna |  |

| 24 agosto 1974, ore 19:00 UTC+1 | Bulgaria | 84 – 67 (42-34) | Spagna |  |

| 24 agosto 1974, ore 20:40 UTC+1 | Romania | 68 – 63 (31-23) | Polonia |  |

| 25 agosto 1974, ore 19:00 UTC+1 | Bulgaria | 76 – 69 (50-32) | Polonia |  |

| 25 agosto 1974, ore 20:40 UTC+1 | Spagna | 72 – 76 (37-32) | Romania |  |

#### Gruppo C
| Team              | V - P | Pts | PF - PS   | +/-  |
| ----------------- | ----- | --- | --------- | ---- |
| 1. Cecoslovacchia | 3 - 0 | 6   | 220 - 124 | +94  |
| 2. Francia        | 2 - 1 | 5   | 191 - 150 | +40  |
| 3. Paesi Bassi    | 1 - 2 | 4   | 160 - 163 | -3   |
| 4. Danimarca      | 0 - 3 | 3   | 121 - 255 | -134 |

| 23 agosto 1974, ore 19:00 UTC+1 | Cecoslovacchia | 64 – 42 (38-22) | Paesi Bassi |  |

| 23 agosto 1974, ore 20:40 UTC+1 | Francia | 88 – 43 (49-23) | Danimarca |  |

| 24 agosto 1974, ore 19:00 UTC+1 | Cecoslovacchia | 103 – 34 (47-14) | Danimarca |  |

| 24 agosto 1974, ore 20:40 UTC+1 | Paesi Bassi | 54 – 55 (25-33) | Francia |  |

| 25 agosto 1974, ore 19:00 UTC+1 | Cecoslovacchia | 53 – 48 (25-25) | Francia |  |

| 25 agosto 1974, ore 20:40 UTC+1 | Danimarca | 44 – 64 (21-39) | Paesi Bassi |  |

### Città di Cagliari Fase finale

#### Classificazione 1º-7º posto
| Team                | V - P | Pts | PF - PS   | +/-  |
| ------------------- | ----- | --- | --------- | ---- |
| 1. Unione Sovietica | 6 - 0 | 12  | 543 - 302 | +241 |
| 2. Cecoslovacchia   | 5 - 1 | 11  | 388 - 383 | +5   |
| 3. Italia           | 3 - 3 | 9   | 270 - 320 | -50  |
| 4. Ungheria         | 3 - 3 | 9   | 339 - 343 | -4   |
| 5. Bulgaria         | 2 - 4 | 8   | 392 - 419 | -27  |
| 6. Romania          | 1 - 5 | 7   | 343 - 444 | -101 |
| 7. Francia          | 1 - 5 | 7   | 311 - 375 | -64  |

| 27 agosto 1974, ore 21:00 UTC+1 | Cecoslovacchia | 60 – 40 (30-27) | Italia |  |

| 28 agosto 1974, ore 18:00 UTC+1 | Bulgaria | 76 – 74 (35-38, 66-66) | Francia |  |

| 28 agosto 1974, ore 19:40 UTC+1 | Cecoslovacchia | 58 – 104 (24-50) | Unione Sovietica |  |

| 28 agosto 1974, ore 21:20 UTC+1 | Romania | 45 – 52 (21-26) | Italia |  |

| 29 agosto 1974, ore 18:00 UTC+1 | Cecoslovacchia | 64 – 55 (35-34) | Ungheria |  |

| 29 agosto 1974, ore 19:40 UTC+1 | Unione Sovietica | 99 – 41 (49-23) | Romania |  |

| 29 agosto 1974, ore 21:25 UTC+1 | Francia | 46 – 42 (19-21) | Italia |  |

| 31 agosto 1974, ore 18:00 UTC+1 | Ungheria | 67 – 56 (29-30) | Romania |  |

| 31 agosto 1974, ore 19:40 UTC+1 | Unione Sovietica | 84 – 38 (42-19) | Francia |  |

| 31 agosto 1974, ore 21:20 UTC+1 | Bulgaria | 44 – 53 (21-32) | Italia |  |

| 1 settembre 1974, ore 18:00 UTC+1 | Romania | 65 – 81 (28-45) | Cecoslovacchia |  |

| 1 settembre 1974, ore 19:40 UTC+1 | Ungheria | 53 – 39 (26-17) | Francia |  |

| 1 settembre 1974, ore 21:20 UTC+1 | Unione Sovietica | 95 – 69 (44-38) | Bulgaria |  |

| 2 settembre 1974, ore 19:40 UTC+1 | Ungheria | 56 – 53 (29-32) | Bulgaria |  |

| 2 settembre 1974, ore 21:20 UTC+1 | Unione Sovietica | 81 – 32 (34-18) | Italia |  |

| 3 settembre 1974, ore 17:30 UTC+1 | Francia | 66 – 67 (38-31) | Romania |  |

| 3 settembre 1974, ore 19:10 UTC+1 | Cecoslovacchia | 72 – 71 (30-30) | Bulgaria |  |

| 3 settembre 1974, ore 20:50 UTC+1 | Ungheria | 44 – 51 (17-31) | Italia |  |

#### Classificazione 8º-13º posto
| Team              | V - P | Pts | PF - PS   | +/-  |
| ----------------- | ----- | --- | --------- | ---- |
| 1. Jugoslavia     | 5 - 0 | 10  | 360 - 276 | +84  |
| 2. Polonia        | 4 - 1 | 9   | 399 - 225 | +174 |
| 3. Germania Ovest | 3 - 2 | 8   | 262 - 302 | -40  |
| 4. Paesi Bassi    | 2 - 3 | 7   | 275 - 297 | -22  |
| 5. Spagna         | 1 - 4 | 6   | 286 - 316 | −30  |
| 6. Danimarca      | 0 - 5 | 5   | 213 - 379 | −166 |

| 27 agosto 1974, ore 19:00 UTC+1 | Danimarca | 54 – 64 (25-25) | Germania Ovest |  |

| 27 agosto 1974, ore 20:40 UTC+1 | Polonia | 51 – 53 (29-33) | Jugoslavia |  |

| 28 agosto 1974, ore 19:00 UTC+1 | Paesi Bassi | 54 – 53 (23-29) | Spagna |  |

| 28 agosto 1974, ore 20:40 UTC+1 | Polonia | 87 – 44 (33-18) | Germania Ovest |  |

| 29 agosto 1974, ore 19:00 UTC+1 | Spagna | 71 – 49 (41-25) | Danimarca |  |

| 29 agosto 1974, ore 20:40 UTC+1 | Jugoslavia | 72 – 58 (27-27) | Paesi Bassi |  |

| 31 agosto 1974, ore 19:00 UTC+1 | Polonia | 100 – 24 (48-12) | Danimarca |  |

| 31 agosto 1974, ore 20:40 UTC+1 | Germania Ovest | 51 – 45 (27-21) | Paesi Bassi |  |

| 1 settembre 1974, ore 19:00 UTC+1 | Spagna | 71 – 80 (35-40) | Jugoslavia |  |

| 1 settembre 1974, ore 20:40 UTC+1 | Polonia | 77 – 54 (32-17) | Paesi Bassi |  |

| 2 settembre 1974, ore 19:00 UTC+1 | Jugoslavia | 80 – 42 (45-18) | Paesi Bassi |  |

| 2 settembre 1974, ore 20:40 UTC+1 | Spagna | 41 – 49 (13-24) | Germania Ovest |  |

## Classifica finale
| Campione d'Europa | Campione d'Europa | Campione d'Europa |
| --- | ----------------- | --- |
| Unione Sovietica4 Sucharnova, 5 Ovčinnikova, 6 Kurv'jakova, 7 Baryševa, 8 Ovečkina, 9 Kuznecova, 10 Semënova, 11 Zacharova, 12 Ferjabnikova, 13 Šuvaeva, 14 Dauniene, 15 Klimova, All. Lidija Alekseeva |                   | |
| Argento | Cecoslovacchia    | Cecoslovacchia4 Reichová, 5 Miklošovičová, 6 Chmelíková, 7 Zoubková, 8 Babková, 9 Kolínská, 10 Polláková, 11 Nechvátalová, 12 Ptáčková, 13 Jirásková, 14 Jarošová, 15 Vrbková, All. Jindřích Drásal            |
| Bronzo | Italia            | Italia4 Cattelan, 5 Pareschi, 6 Gorlin, 7 Bozzolo, 8 Peri, 9 Sandon, 10 Guzzonato, 11 Bocchi, 12 Trevisi, 13 Apostoli, 14 Piancastelli, 15 Fasso, All. Settimio Pagnini                                        |
| 4. | Ungheria          | Ungheria4 Gulyás, 5 Kárász, 6 E. Horváth, 7 Z. Horváth, 8 Nagy, 9 Rátvay, 10 Szuchy, 11 Szabics, 12 Thúróczy, 13 Rajki, 14 Jacsó, 15 Winter, All. László Killik                                                |
| 5. | Bulgaria          | Bulgaria4 Makaveeva, 5 Metodieva, 6 Todorova, 7 Mihajlova, 8 Nikolova, 9 Bogdanova, 10 Novkova, 11 Bočeva, 12 Labova, 13 Cekova, 14 Velikova, 15 Stojanova, All. Ivan Gălăbov                                  |
| 6. | Romania           | Romania4 Mihalik, 5 Armion, 6 Gugiu, 7 Szabo, 8 Szabados, 9 Simionescu, 10 Bădinici, 11 Vogel, 12 V. Ciocan, 13 G. Ciocan, 14 Borș, 15 Tița, All. -                                                            |
| 7. | Francia           | Francia4 Montigiani, 5 Fouquet, 6 Guidotti, 7 Delmarle, 8 Delachet, 9 Passemard, 10 Sallois, 11 Le Ray, 12 Fol, 13 Riffiod, 14 Quiblier, 15 Sinsoilliez, All. Joë Jaunay                                       |
| 8. | Jugoslavia        | Jugoslavia4 Taušan, 5 Veger, 6 Bušljeta, 7 Mavrović, 8 Janjić, 9 Bošković, 10 Đoković, 11 Jovanović, 12 Zorić, 13 Đurašković, 14 Đurišić, 15 Vukmirović, All. Borivoje Cenić                                   |
| 9. | Polonia           | Polonia4 Kaluta, 5 Kaniewska, 6 Strumiłło, 7 Pietkiewicz, 8 Nowak, 9 Stróżyna, 10 Fromm, 11 Żbikowska, 12 Marciniak, 13 Biesiekierska, 14 Kałużna, 15 Wyka, All. Zygmunt Olesiewicz                            |
| 10. | Germania Ovest    | Germania Ovest4 Brandel, 5 Bartel, 6 Adolph, 7 Füller, 8 Neumann, 9 Haenselt, 10 Jaworski, 11 Kadow, 12 Palzkill, 13 Kiesling, 14 Bange, 15 Gotzmann, All. Klaus Greulich                                      |
| 11. | Paesi Bassi       | Paesi Bassi4 van der Meijs, 5 van Reemst, 6 Mulder, 7 de Liefde, 8 Kooiman, 9 R. Schouten, 10 van der Burg, 11 Lansink, 12 Maarschalkerweerd, 13 G. Schouten, 14 de Ridder, 15 Siebenlist, All. Lenie van Beek |
| 12. | Spagna            | Spagna4 Famadas, 5 Monsalve, 6 Castillo, 7 Navío, 8 Herrero, 9 Liboreiro, 10 García, 11 Suárez, 12 Cot, 13 Bartrán, 14 Lorenzo, 15 Fraile, All. José María Solá                                                |
| 13. | Danimarca         | Danimarca4 Karlsson, 5 Larsen, 6 Mortensen, 7 Hasselbach, 8 Jensen, 9 Hansen, 10 Olesen, 11 Hansen, 12 Pedersen, 13 Osterbye, 15 Nissen, All. -                                                                |